# 乔治·默瑟·道森
乔治·默瑟·道森 CMG FRS FRSC（1849年8月1日—1901年3月2日）是加拿大的地质学家和测量师。他出生于新斯科舍省皮克图，是著名地质学家约翰·威廉·道森爵士和他的妻子玛格丽特·道森夫人的长子。他在11岁时患有严重的脊柱结核病（波特氏病），导致背部畸形和发育迟缓；然而，身体的限制没有阻止他的事业发展，他之后担任麦吉尔大学的校长，并且最终成为加拿大最伟大的地质学家之一。